# Hatim ibn Mann Allah al-Muftari
Hatim ibn Mann Allah al-Muftari (in arabo حاتم ابن مان الله آلموفتري‎?; ... – 927/928) è stato una personalità religiosa berbera.
Nato alla fine del IX secolo nell'area dell'odierna città marocchina di Tétouan, morì in una battaglia contro la tribù berbera dei Banu Masmuda tra il 927/928. 
Hatim ibn Mann Allah al-Muftari si autoproclamò profeta berbero di una nuova religione, derivata da quella musulmana. La rivelazione sarebbe stata scritta in lingua berbera ed è chiamata corano, in berbero luqran. 
Anche questa religione come quella rivelata da Salih ibn Tarif cambia alcune regole dell'islam come ad esempio: due preghiere obbligatorie al giorno invece di cinque, il digiuno un giorno alla settimana e 3 o 10 durante il mese di Ramadan, il pellegrinaggio non esisteva, diversamente dalla religione musulmana si poteva mangiare carne di maiale, ma non il pesce, le uova e le teste degli animali; chi non rispettava queste regole veniva punito con multe a favore dello stesso Hatim.
Una zia e una sorella di Hatim erano maghe e lo aiutarono ad avere un ruolo attivo nella religione.
Predicò la sua religione tra le tribù che si stabilirono nella zona dell'odierna Tétouan, nel nord del Marocco. La religione, esistita nel X secolo, è scomparsa alcuni anni prima della fine dello stesso secolo.